# Outta Here (pjesma)
Outta Here je debitantski singl nizozemske pjevačice i tekstopisca Esmée Denters s njezina istoimenog albuma iz 2009. godine. Singl je izdan 14. travnja u Nizozemskoj, 27. travnja u Novom Zelandu i 15. kolovoza u Ujedinjenom Kraljevstvu.
Pjesma je dosegla 3 mjesto u Nizozemskoj, 7. u Ujedinjenom Kraljevstvu, 12. u Novom Zelandu, te 26. u Belgiji.